# Храповицкий мост
Храпови́цкий мост — автодорожный железобетонный консольно-балочный мост через реку Мойку в Адмиралтейском районе Санкт-Петербурга, соединяет 2-й Адмиралтейский и Коломенский острова.

## Расположение
Соединяет набережные Адмиралтейского и Ново-Адмиралтейского каналов с улицей Писарева. Рядом с мостом расположены комплекс Новой Голландии, дворец великого князя Алексея Александровича.
Выше по течению находится Краснофлотский мост, ниже — Корабельный мост.
Ближайшие станции метрополитена — «Садовая», «Адмиралтейская».

## Название
С 1738 до 1753 годов мост назывался Жёлтым, по цвету окраски. С 1753 года мост назывался Галерным или Корабельным, от находившейся здесь Галерной верфи, которая в 1740 году была переведена на Васильевский остров. На плане 1798 года мост был отмечен как Синявин. С 1770 года мост стал именоваться по фамилии владельца особняка, расположенного вблизи моста, А. В. Храповицкого, секретаря Екатерины II, автора «Памятных записок», содержащих обширный материал по истории России последней четверти XVIII века.

## История

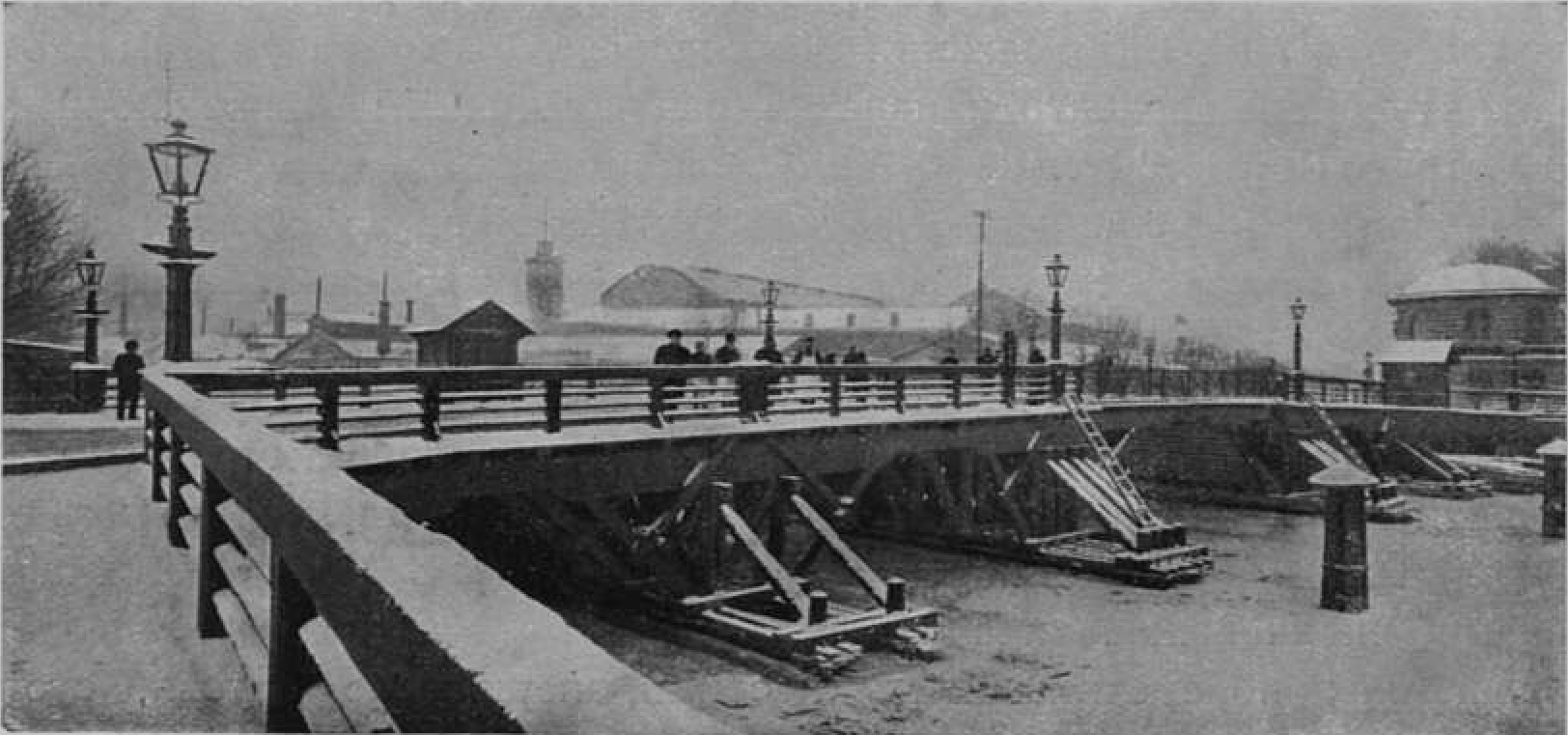
Деревянный Храповицкий мост, 1907 год

С 1737 года здесь существовал многопролётный деревянный мост балочной системы с разводным пролётом посередине.
Мост упоминается в очерке А. С. Грибоедова «Частные случаи петербургского наводнения», посвящённого наводнению 1824 года: «Храповицкий [мост] отторгнут от мостовых, укреплений, неспособный к проезду.»
Деревянный мост неоднократно ремонтировался в дереве: в 1875, 1894 годах. Длина моста составляла 54,8 м, ширина — 12 м. В 1907 году мост перестроен по проекту инженеров В. А. Берса и А. П. Пшеницкого. В 1935 году при очередном ремонте разводной пролёт заменён постоянным балочным. В 1941—1942 годах мост был частично разрушен артиллерийскими снарядами. Капитальный ремонт был проведен силами отдельного Ленинградского дорожно-мостового восстановительного батальона МПВО.
Существующий железобетонный мост построен в 1965—1967 годах по проекту инженера Е. А. Болтуновой и архитектора Л. А. Носкова. Строительство велось силами треста «Ленмостострой».

## Конструкция
Мост однопролётный железобетонный, консольно-балочный. Пролётное строение имеет криволинейное очертание нижнего пояса, выполнено из предварительно напряжённого железобетона. Балки-консоли смыкаются в середине пролёта посредством несовершенного шарнира. По верху балки объединены железобетонной плитой проезжей части, включённой в работу главных балок. Фасады облицованы металлическим листом. Устои моста массивные, из монолитного железобетона, на свайном основании, облицованы гранитом. Общая длина моста составляет 45,4 м, ширина моста — 20,5 м.
Мост предназначен для движения автотранспорта и пешеходов. Проезжая часть моста включает в себя 3 полосы для движения автотранспорта. Покрытие проезжей части и тротуаров — асфальтобетон. Тротуары отделены от проезжей части гранитным поребриком. Перильное ограждение чугунное литое, на устоях завершается гранитным парапетом.